# Marian Jaworski
Marian Franciszek Jaworski (1926–2020) là một Hồng y người Ukraina của Giáo hội Công giáo Rôma. Ông hiện đảm nhận vai trò Hồng y Đẳng Linh mục Nhà thờ S. Sisto. Ông từng đảm nhận vai trò Tổng giám mục đô thành Tổng giáo phận Lviv trong suốt 17 năm, từ năm 1991 đến năm 2008.
Vốn là một giáo sĩ trong vai trò lãnh đạo giáo hội địa phương, ông từng đảm trách nhiều vai trò khác nhau tại Ukraina trước và song song khi trở thành Tổng giám mục Lviv, cụ thể là các chức vụ: Giám quản Tông Tòa Tổng giáo phận Lviv (1984–1991), Giám quản Tông Tòa Giáo phận Lutsk (1996–1998). Ngoài nhiệm vụ cai quản, giám quản các giáo phận, ông cũng từng đảm nhiệm vai trò Chủ tịch Hội đồng Giám mục Uảina trong suốt 24 năm từ năm 1994 đến năm 2008. Ông được vinh thăng Hồng y in pectore ngày 21 thăng 2 năm 1998, sau đó chính thức công bố vào ngày 21 tháng 2 năm 2001, bởi Giáo hoàng Gioan Phaolô II.

## Tiểu sử
Hồng y Marian Jaworski sinh ngày 21 tháng 8 năm 1926 tại Lviv, Ukraina. Sau quá trình tu học dài hạn tại các cơ sở chủng viện theo quy định của Giáo luật, ngày 25 tháng 5 năm 1950, Phó tế Jaworski, 24 tuổi, tiến đến việc được truyền chức linh mục. Cử hành nghi thức truyền chức cho tân linh mục là Tổng giám mục Eugeniusz Baziak, Tổng giám mục đô thành Tổng giáo phận Lviv. Tân linh mục là thành viên linh mục đoàn Tổng giáo phận Kraków, Ba Lan.
Sau 34 năm thi hành các công việc mục vụ với thẩm quyền và cương vị của một linh mục, ngày 21 tháng 5 năm 1984, Tòa Thánh loan tin Giáo hoàng đã quyết định tuyển chọn linh mục Marian Jaworski, 58 tuổi, gia nhập Giám mục đoàn Công giáo Hoàn vũ, với vị trí được bổ nhiệm là Giám quản Tông Tòa Tổng giáo phận Lviv. Lễ tấn phong cho vị giám mục tân cử nhanh chóng được tổ chức sau đó vào ngày 23 tháng 6 cùng năm, với phần nghi thức chính yếu được cử hành cách trọng thể bởi 3 giáo sĩ cấp cao, gồm chủ phong là Hồng y Franciszek Macharski, Tổng giám mục đô thành Tổng giáo phận Kraków; hai vị giáo sĩ còn lại, với vai trò phụ phong, gồm có Tổng giám mục Henryk Roman Gulbinowicz, Tổng giám mục đô thành Tổng giáo phận Wrocław và giám mục Jerzy Karol Ablewicz, giám mục chính tòa Giáo phận Tarnów. Tân giám mục chọn cho mình khẩu hiệu: MIHI VIVERE CHRISTUS EST.
Sau khoảng thời gian 7 năm đảm nhiệm vai trò Giám quản Tông Tòa Lviv, Tòa Thánh quyết định thuyên chuyển Tổng giám mục Scheid qua việc bổ nhiệm giám mục này làm Tổng giám mục đô thành Tổng giáo phận Lviv. Thông báo về việc bổ nhiệm này được công bố cách rộng rãi vào ngày 16 tháng 1 năm 1991.
Bằng việc tổ chức công nghị Hồng y năm 1998 được cử hành chính thức vào ngày 21 tháng 2, Giáo hoàng Gioan Phaolô IIđưa ra quyết định vinh thăng Tổng giám mục Marian Jaworski tước vị danh dự, Hồng y. Tuy nhiên, quyết định này được giữ kín, thuật ngữ gọi là in pectore. Việc vinh thăng này chỉ được công bố 3 năm sau đó, khi giáo hoàng này lại tổ chức công nghị Hồng y năm 2001. Tân Hồng y thuộc Đẳng Hồng y Linh mục và Nhà thờ Hiệu tòa được chỉ định là Nhà thờ S. Sisto. Ông đã đến cử hành các nghi thức nhận nhà thờ hiệu tòa của mình vào ngày 20 tháng 5 năm 2001.
Ngoài nhiệm vụ cai quản, giám quản các giáo phận, ông cũng từng đảm nhiệm vai trò Chủ tịch Hội đồng Giám mục Ukraina trong suốt 14 năm từ năm 1994 đến khi hồi hưu năm 2008.
Ngày 21 tháng 10 năm 2008, Tòa Thánh chấp thuận đơn từ nhiệm của ông, theo Giáo luật. Ông qua đời ngày 5 tháng 9 năm 2020, thọ 94 tuổi.